# Piškvorky

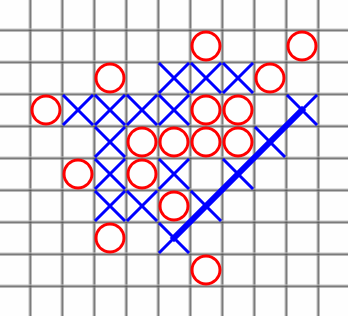
Klasické piškvorky na 5 symbolů v řadě

Piškvorky jsou strategická hra, ve které spolu soupeří dva hráči. V České republice se nejčastěji hraje na čtverečkovaném papíře, na kterém se hráči střídají v kreslení křížku/kolečka. Při mezinárodních soutěžích se zpravidla používají černé a bílé kameny a tradiční japonská deska Goban. Vyhrává hráč, který jako první vytvoří nepřerušenou řadu pěti svých značek.

## Historie
Hra, respektive její princip, vznikla pravděpodobně nezávisle na sobě v různých částech světa.[zdroj?] První zmínky o obdobě piškvorek pocházejí z oblasti okolí delty Žluté řeky v Číně a jsou datovány do období 2000 let př. n. l.[zdroj?] Japonské slovo gomoku, které se dnes používá mezinárodně, znamená 5 kamenů v řadě (go = 5, moku = průsečík). Údaje o hře byly objeveny i v antickém Řecku a v předkolumbovské Americe.

## Turnaje
Hlavním organizátorem soutěžního hraní piškvorek v České republice je Česká federace piškvorek a renju, z.s., která se podílí i na pořádání mezinárodních turnajů. V roce 2017 v Praze uspořádala 7. mistrovství světa.
Mistrovství republiky v piškvorkách se každoročně koná na letním festivalu Czech Open v Pardubicích, každý hráč má na hru 60 minut + 5 sekund na tah, hraje se na 7 kol.
Turnaj v piškvorkách je i pravidelnou součástí podzimního Deskohraní. Hraje se švýcarským systémem na devět kol, každý hráč má na hru 40 minut + 3 sekundy na tah. Součástí festivalu je i turnaj v blitzových partiích
Od roku 2007 je zapsaným spolkem Student Cyber Games organizováno každoroční celorepublikové Mistrovství škol v piškvorkách pod názvem pIšQworky. Finále předchází oblastní turnaje. V roce 2013 postupovými turnaji prošlo 6000 studentů. Soutěže se účastní žáci středních škol a 8. a 9. ročníků základních škol.
Od roku 2000 se každoročně koná počítačový turnaj Gomocup. Úkolem soutěžících je naprogramovat co nejlepší počítačovou umělou inteligenci pro hru Piškvorky.
Každé dva roky se v piškvorkách koná mistrovství světa. V roce 2019 se v Tallinnu stal poprvé v historii mistrem světa v piškvorkách český hráč, Martin Muzika.

## Výhoda začínajícího

### Neprohrávající strategie začínajícího
Pro piškvorky na omezené i neomezené hrací ploše existuje neprohrávající strategie pro začínajícího hráče. Plyne to z argumentu o kradení strategie, který platí pro všechny silné poziční hry, jež plyne zhruba následovně:
- Nechť (pro spor) existuje výherní strategie nezačínajícího hráče. Budeme chtít využít (ukradnout) tuto strategii pro hráče začínajícího.
- První piškvorku nechť první hráč zahraje na libovolné pole. Tomuto tahu budeme říkat tah zahozený.
- Každý další tah nechť začínající hraje podle hypotetické vyhrávající strategie druhého hráče pro hru bez zahozeného tahu, tedy pro hru, v ní původně nezačínající hráč začíná (původně až druhým tahem). Pokud mu strategie určí zahrát do zahozeného tahu (který jí byl předložen jako neobsazený), nechť hráč zahraje na libovolné neobsazené pole a tento tah si dále pamatuje jako zahozený (tj. pamatuje si hru, jako by úvodní zbytečný tah zahrál na toto nové místo a původní zahozený tah zahrál až ve chvíli, kdy byl diktován ukradenou strategií).
- Byla-li strategie nezačínajícího hráče vítězná, musí být vítězná také tato pozměněná strategie. Nemůže však existovat vítězná strategie jak pro hráče začínajícího, tak pro nezačínajícího: to je kýžený spor.

### Počítačové analýzy
Nizozemský počítačový expert L. Victor Allis dokázal, že na hracím poli 15×15 má začínající hráč vítěznou strategii. Vyhrávající strategie existuje také pro větší rozměry hrací plochy, protože druhý hráč nemůže využít tohoto prostoru k vynucení remízy.
Programy s počítačovým protihráčem, které dokáží obstojně hrát proti člověku nebo jinému programu, jsou zpravidla založený na algoritmu minimax, který je různými postupy (např. alfa-beta ořezávání, killer move) optimalizován pro větší efektivitu. Tento algoritmus se užívá i pro strojově asistované důkazy, jakým je například výše zmiňovaný Allisův.

### SWAP

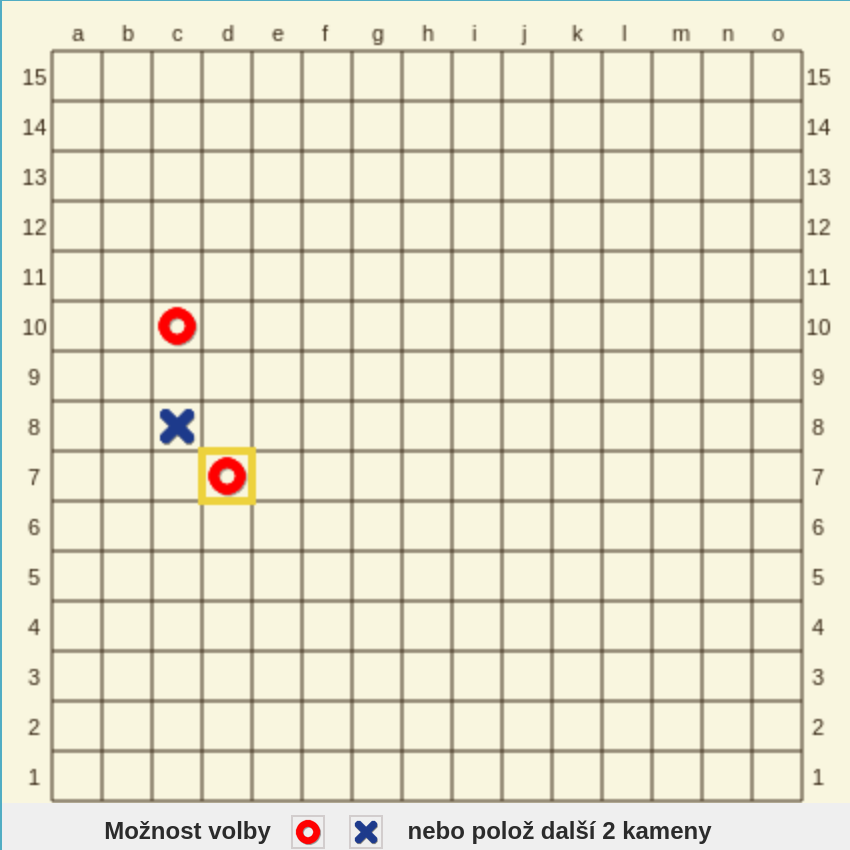
První hráč zahrál SWAP. Druhý si vybírá, za koho bude hrát.

Výhodu začínajícího lze dobře omezit takzvaně zahájením SWAP. První hráč zahraje tři symboly, z toho dva stejné (například dva křížky a jedno kolečko). Poté si druhý hráč vybere, za jaký znak bude hrát - tedy kolečko, nebo křížek. Ten s méně symboly na desce pokračuje ve hře jako normálně. Příklad: jestliže hráč A zahraje dva křížky a jedno kolečko, hráč B má dvě možnosti: vybrat si kolečko a hrát (protože koleček je na stole méně), nebo si vybrat křížek a nechat druhého hráče hrát kolečko (protože má méně symbolů). Tato technika je spravedlivá, jelikož se první hráč snaží udělat pozici stejně výhodnou pro křížek, jako pro kolečko - kdyby tak neudělal, druhý hráč si vybere symbol s výhodnějším postavením na desce.

### SWAP 2

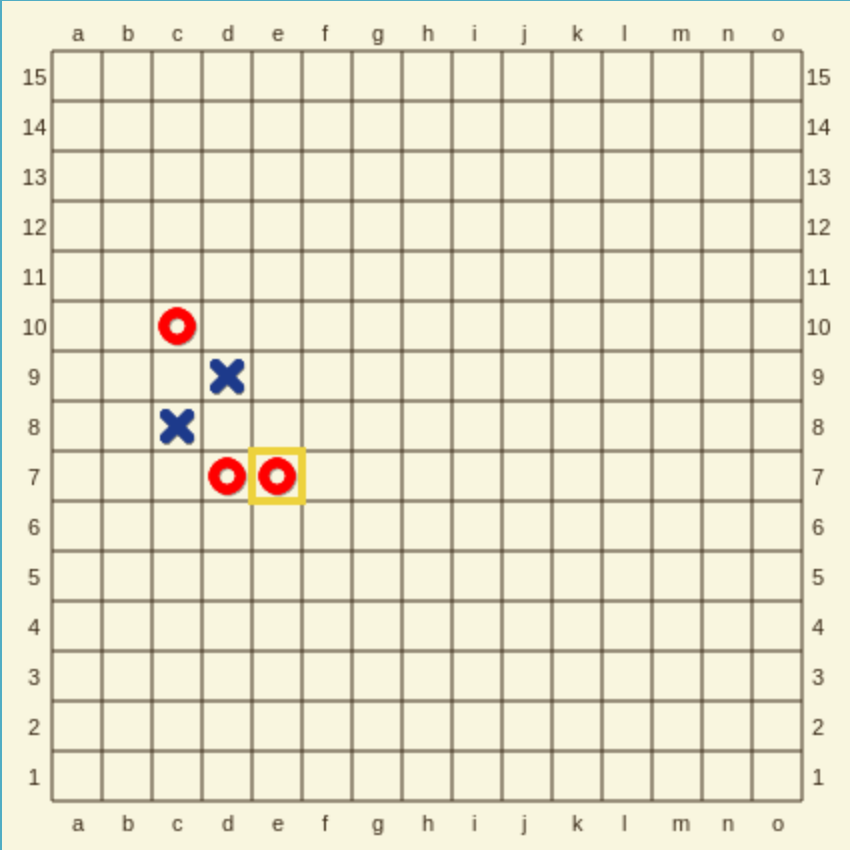
Druhý hráč si nevybral jeden ze znaků, ale zahrál další dva. Výběr znaku nechává na prvním hráči.

Při obyčejném SWAPu má začínající hráč výhodu v tom, že si může předem rozmyslet a analyzovat své zahájení za obě strany. Proto má druhý hráč ještě třetí možnost kromě výběru kolečka nebo křížku, a to zahrát další dva znaky - jedno kolečko a jeden křížek. Tím naruší prvnímu hráči jeho promyšlenou strategii a přenechává mu výběr znaku. První hráč si teď vybere kolečko nebo křížek podobně, jako mohl druhý hráč, ale na rozdíl od něj už nemůže hrát další dva znaky.

### Ostatní variace
Výhodu začínajícího lze odstranit i dalšími variacemi hry, například Rendžu, nebo Šestvorky.

## Modifikace

### Gomoku
Obyčejné piškvorky se hrají na neomezené ploše, respektive na papíře, který se dá v případě potřeby nastavit dalším papírem. Na profesionálních turnajích se piškvorky hrají pod názvem gomoku. Používá se dřevěná deska o velikosti 15×15 průsečíků podobná gobanu. Gomoku standardně používá zahájení Swap 2, historicky se ale používalo také zahájení Pro.
Existuje ještě jedna odlišnost mezi piškvorkami a gomoku: zatímco v piškvorkách vyhraje hráč, nakreslí-li pět a více symbolů, v gomoku se šest a více kamenů v řadě za výhru nepovažuje a hra v takovém případě pokračuje dále. Tato situace nastane například tehdy, když položením kamene dojde ke spojení dvou trojic kamenů do jedné řady sedmi kamenů.

### Rendžu
Rendžu vyrovnává výhodu začínajícího hráče přidáním dalších pravidel pro začátek hry a pro její konec. Hraje se na desce s 15×15 průsečíky.

### Šestvorky
Šestvorky jsou modifikace piškvorek, která se vyrovnává s výhodou začínajícího hráče následující úpravou pravidel: vyhrává řada šesti značek, hráči zakreslují v každém tahu dvě značky, s výjimkou prvního tahu prvního hráče, který kreslí jen jednu.

### 3D piškvorky
Jsou to piškvorky které se hrají ne na ploše, ale na prostorovém hracím plánu 4×4×4, případně 8×8×8. Jako obvykle je cílem vytvořit linii ze svých značek.

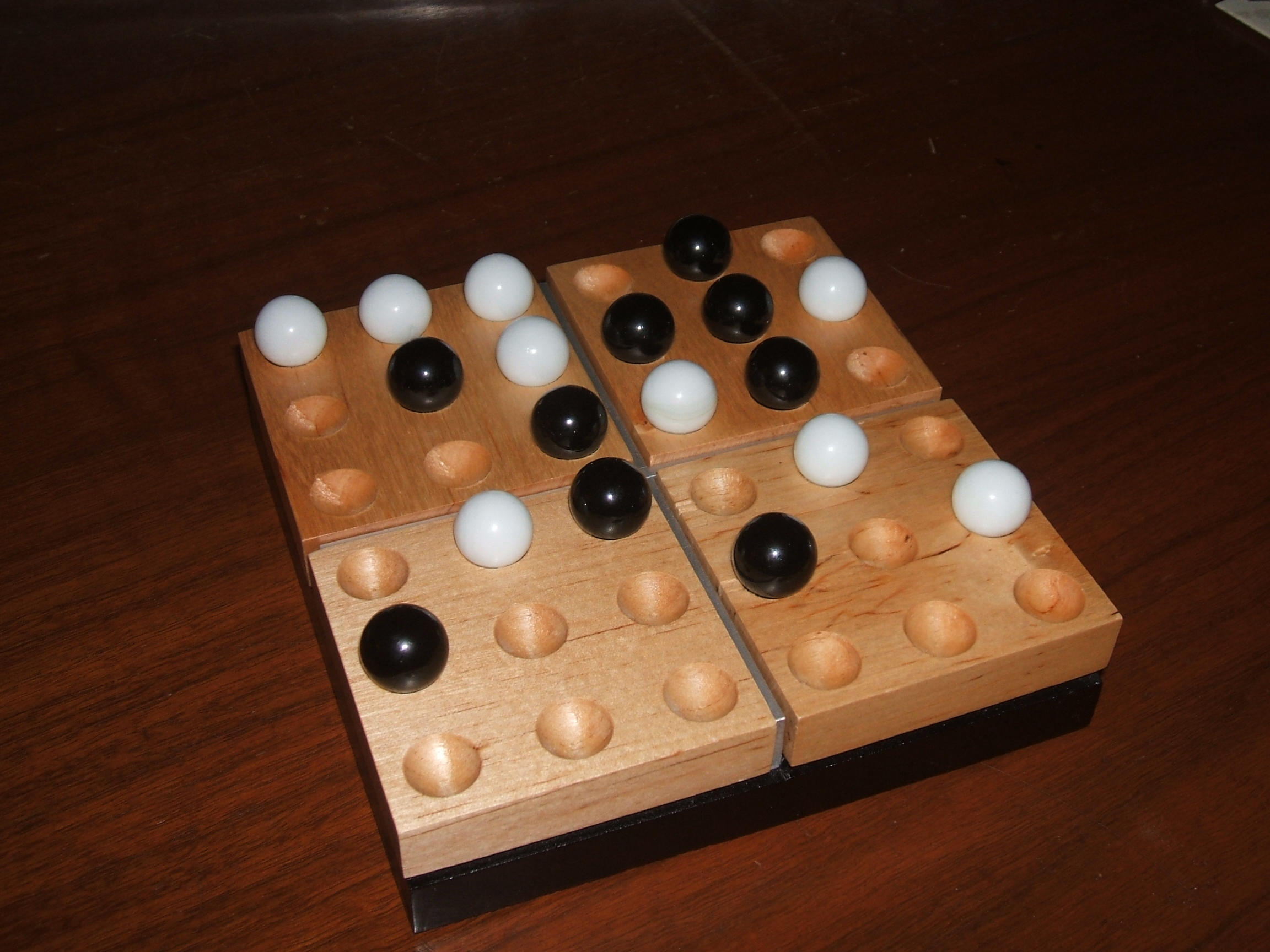
Výherní pozice v Pentagu.

### Pentago
Jde o hru na desce 6×6, která se skládá ze čtyř poddesek 3×3, které hráči po svých tazích otáčejí po, nebo proti směru hodinových ručiček. Vyhrává hráč, který udělá pět značek v řadě.

### Kvantové piškvorky
Jedná se o verzi piškvorek hranou na poli 3×3, respektive 9×9. Hra byla vymyšlena pro znázornění některých jevů v kvantové fyzice.

### Tic Tac Toe
Je to zjednodušená forma piškvorek, kdy se hraje na poli 3×3 a vyhrává ten, kdo udělá 3 znaky v řadě, sloupci, nebo jedné ze dvou úhlopříček. Přestože má začínající hráč výhodu, může druhý hráč vždy vynutit ideální strategií remízu. Na rozdíl od klasických piškvorek je velmi jednoduché se tuto strategii naučit zpaměti.

### Piškvorky zpaměti
Piškvorky, a to zejména verze Tic Tac Toe, se dají hrát i zpaměti. S protihráčem se musíte dohodnout na určování souřadnic, například pomocí písmena a čísla (C3), dvou čísel (3, 3), nebo slovně (vpravo nahoře). Alternativně lze očíslovat všech devět polí čísly od jedné do devíti a říkat jen jedno číslo. Když se ke každému číslu přiřadí nějaké gesto na rukou, a lze se tak dorozumívat jen gesty, dá se hrát i na vzdálenost několika desítek až stovek metrů bez dalších nástrojů.

### TickoaTTwo

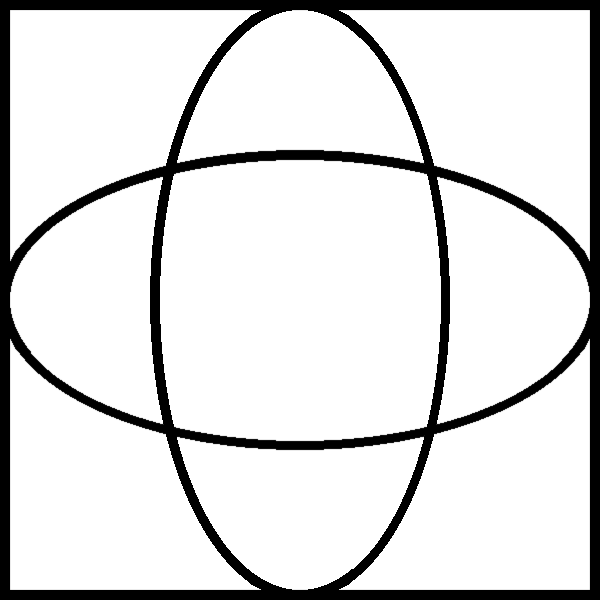
Mřížka pro hru TickoaTTwo.

Je to uměle vytvořená variace piškvorek s ohledem na následující požadavky: jednoduchost na pochopení, jednoduchost přípravy, rychlost hry a spravedlivost pro oba hráče. Na rozdíl od piškvorek se nehraje s křížky a kolečky, ale se svislou a vodorovnou čarou, které se mohou překrývat. Vyhrává ten hráč, který jako první na desce 3×3 vytvoří trojici +, tedy překřížených svislých a vodorovných čar. Každý hráč může hrát na jakékoliv místo mřížky 3×3 mimo těch, které už tento hráč zabral, a kromě posledního tahu protihráče. TickoaTTwo lze kromě klasické 3×3 mřížky hrát na mřížce vytvořené čtvercem a dvěma elipsami uvnitř.

## Zobecněním,n,k-game
Piškvorky lze zobecnit jako tzv. m,n,k-game (tj. m,n,k-hra). Na desce o velikosti m×n vyhraje ten hráč, který jako první vytvoří svislou, vodorovnou nebo diagonální skupinu k svých kamenů nebo znaků.
- Piškvorky: m, n = nekonečno, k = 5; vyhrává i více než k
- Gomoku: m, n = 15, k = 5; více než k (přesah) nevyhrává
- Tic Tac Toe: m, n = 3; k = 3

Toto zobecnění je možné rozšířit i do více dimenzí, například pro 3D piškvorky.